# تایمز (مجموعه تلویزیونی)
تایمز (کره‌ای: 타임즈؛ انگلیسی: Times) یک مجموعه تلویزیونی محصول کره جنوبی سال ۲۰۲۱ با بازی لی سو جین، لی جو یونگ، کیم یونگ چول و مون جونگ هی است. این مجموعه از ۲۰ فوریه تا ۲۸ مارس از اوسی‌ان پخش شد.